# Representações culturais de corvos
Muitas citações a corvos existem na tradição e na literatura mundial. A maioria das representações alude à aparência e ao comportamento do amplo corvo comum (Corvus corax). Por causa de sua plumagem negra, canto coaxante e dieta carnívora, o corvo costuma ser associado a perdas e mau agouro. Contudo, seu simbolismo é complexo. Como um pássaro falante, o corvo também representa profecia e discernimento. Nas histórias, os corvos costumam agir como psicopompos, ligando o mundo material ao mundo dos espíritos.
O corvo apareceu nas mitologias de muitos povos antigos. Algumas das histórias mais comuns são da mitologia grega, celta, nórdica, do noroeste do Pacífico e romana.